# Podogryllus amplipennis
Podogryllus amplipennis är en insektsart som först beskrevs av Lucien Chopard 1932.  Podogryllus amplipennis ingår i släktet Podogryllus och familjen syrsor. Inga underarter finns listade i Catalogue of Life.